# Greatest Hit (...and 21 Other Pretty Cool Songs)
Greatest Hit (...and 21 Other Pretty Cool Songs) è la prima raccolta del gruppo musicale statunitense Dream Theater, pubblicata il 1º aprile 2008 dalla Rhino Records.

## Descrizione
Il titolo si riferisce in modo scherzoso a Pull Me Under, prima ed unica hit radiofonica del gruppo (e per questa motivazione evidenziata in giallo nel retro dell'album), a testimonianza di come il gruppo sia riuscito in oltre 20 anni di carriera a creare un vasto seguito di fan senza alcun aiuto da parte delle radio o di MTV. La raccolta si divide in due parti: la prima, denominata The Dark Side, racchiude i brani più pesanti del gruppo, mentre la seconda parte, denominata The Light Side, racchiude quelli più melodici. Inoltre, sono presenti alcune versioni alternative o radiofoniche inserite originariamente nei singoli commerciali e promozionali del gruppo, come ad esempio Lie, Through Her Eyes, Home e Misunderstood.
La raccolta presenta anche tre brani provenienti da Images and Words remixati da Kevin Sherley, in modo da fornir loro sonorità più simili al resto della produzione dei Dream Theater che non a quelle più tipiche degli anni ottanta, a cui il disco si rifaceva.

## Tracce
CD 1 – The Dark Side
1. Pull Me Under (2007 Remix) – 8:13 (testo: Kevin Moore – musica: Dream Theater)
2. Take the Time (2007 Remix) – 8:22 (Dream Theater)
3. Lie (Single Edit) – 5:02 (testo: Kevin Moore – musica: Dream Theater)
4. Peruvian Skies – 6:42 (testo: John Petrucci – musica: Dream Theater)
5. Home (Single Edit) – 5:38 (testo: Mike Portnoy – musica: Dream Theater)
6. Misunderstood (Single Edit) – 5:14 (testo: John Petrucci – musica: John Petrucci, John Myung, Jordan Rudess, Mike Portnoy)
7. The Test That Stumped Them All (Single Edit) – 5:00 (testo: Mike Portnoy – musica: John Petrucci, John Myung, Jordan Rudess, Mike Portnoy)
8. As I Am (Clean Single Edit) – 7:14 (testo: John Petrucci – musica: John Petrucci, John Myung, Jordan Rudess, Mike Portnoy)
9. Endless Sacrifice – 11:23 (testo: John Petrucci – musica: John Petrucci, John Myung, Jordan Rudess, Mike Portnoy)
10. The Root of All Evil (Edit) – 7:16 (testo: Mike Portnoy – musica: Dream Theater)
11. Sacrificed Sons (Edit) – 9:41 (testo: James LaBrie – musica: Dream Theater)

CD 2 – The Light Side
1. Another Day (2007 Remix) – 4:25 (testo: John Petrucci – musica: Dream Theater)
2. To Live Forever – 4:56 (testo: Kevin Moore, John Petrucci – musica: Dream Theater)
3. Lifting Shadows off a Dream – 6:09 (testo: John Myung – musica: Dream Theater)
4. The Silent Man – 3:47 (John Petrucci)
5. Hollow Years – 5:55 (testo: John Petrucci – musica: Dream Theater)
6. Through Her Eyes (Alternate Album Mix) – 6:03 (testo: John Petrucci – musica: Dream Theater)
7. The Spirit Carries On – 6:40 (testo: John Petrucci – musica: Dream Theater)
8. Solitary Shell (Single Edit) – 4:10 (testo: John Petrucci – musica: John Petrucci, John Myung, Jordan Rudess, Mike Portnoy)
9. I Walk Beside You – 4:28 (testo: John Petrucci – musica: Dream Theater)
10. The Answer Lies Within (Edit) – 5:15 (testo: John Petrucci – musica: Dream Theater)
11. Disappear – 6:45 (testo: James LaBrie – musica: John Petrucci, John Myung, Jordan Rudess, Mike Portnoy)

## Formazione
Gruppo
- James LaBrie – voce
- John Petrucci – chitarra, voce, produzione (CD 1: tracce 5–11; CD 2: tracce 6–11)
- John Myung – basso
- Kevin Moore – tastiera (CD 1: tracce 1–3; CD 2: tracce 1-4)
- Derek Sherinian – tastiera, cori (CD 1: traccia 4; CD 2: traccia 5)
- Jordan Rudess – tastiera (CD 1: tracce 5–11; CD 2: tracce 6–11), continuum (CD 1: traccia 11), arrangiamento e conduzione del coro (CD 2: traccia 7)
- Mike Portnoy – batteria, percussioni, voce, produzione (CD 1: tracce 5–11; CD 2: tracce 6–11)

Altri musicisti
- Jay Beckenstein – sassofono soprano (CD 2: tracce 1 e 6)
- Theresa Thomason – voce aggiuntiva (CD 2: tracce 6–7)
- Mary Canty, Shelia Slappy, Mary Smith, Jeanette Smith, Clarence Burke Jr., Carol Cyrus, Dale Scott – coro gospel (CD 2: traccia 7)

Produzione
- David Prater – produzione (CD 1: tracce 1–2; CD 2: traccia 1)
- John Purdell e Duane Baron – produzione, ingegneria e missaggio (CD 1: traccia 3; CD 2: tracce 2–4)
- Ryan Arnold – missaggio (CD 1: traccia 3; CD 2: tracce 2–4)
- Kevin Shirley – produzione (CD 1: traccia 4; CD 2: traccia 5), missaggio (CD 1: tracce 1–2, 4, 6–9; CD 2: tracce 1, 5, 8, 11)
- Doug Oberkircher – ingegneria (CD 1: tracce 6–11; CD 2: traccia 8–11)
- J.P. Sheganowski – assistenza ingegneria (CD 1: tracce 6–7; CD 2: traccia 8, 11)
- Claudius Mittendorfer – assistenza missaggio (CD 1: tracce 6–7; CD 2: traccia 8, 11)
- Michael H Bauher – missaggio (CD 1: tracce 10–11; CD 2: tracce 9–10)

## Classifiche
| Classifica (2008) | Posizione massima |
| ----------------- | ----------------- |
| Belgio (Fiandre)  | 74                |
| Germania          | 77                |
| Norvegia          | 12                |
| Paesi Bassi       | 52                |
| Stati Uniti       | 122               |
| Svezia            | 46                |
| Svizzera          | 62                |

## Greatest Hit (...and 5 Other Pretty Cool Videos)
Contemporaneamente alla pubblicazione di Greatest Hit (...and 21 Other Pretty Cool songs), venne pubblicato esclusivamente sull'iTunes Store Greatest Hit (...and 5 Other Pretty Cool Videos), il quale racchiude tutti i videoclip realizzati del gruppo nel corso della loro carriera.

### Tracce
1. Pull Me Under – 4:49 (testo: Kevin Moore – musica: Dream Theater)
2. Take the Time – 5:56 (Dream Theater)
3. Another Day – 4:26 (testo: John Petrucci – musica: Dream Theater)
4. Lie – 4:40 (testo: Kevin Moore – musica: Dream Theater)
5. The Silent Man – 3:44 (John Petrucci)
6. Hollow Years – 4:13 (testo: John Petrucci – musica: Dream Theater)